# 徳川知子
徳川 知子（とくがわ ともこ、1875年（明治8年）8月15日 - 1953年（昭和28年）1月6日）は、明治から昭和時代戦後期の女性。田安徳川家9代当主・徳川達孝の夫人。父は島津忠義。母は山崎寿満子。

## 生涯
島津忠義の五女として生まれる。母は妾妻の山崎寿満子で、姉妹に菊麿王妃常子や邦彦王妃俔子がおり、知子は香淳皇后の伯母にあたる。
前妻である徳川鏡子と死別した田安徳川家9代当主・徳川達孝の後妻となり、1899年（明治32年）に長男の徳川達成を出産。1910年（明治43年）には五女の恵子を出産した。
1953年（昭和28年）、死去。享年77。